# 貝斯沃特站
貝斯沃特站（英語：Bayswater tube station）是倫敦地鐵的一個車站，位於西敏市的貝斯沃特地區。貝斯沃特站是環線和區域線的車站。貝斯沃特站位於倫敦第1收費區。

## 外部連結
- London Transport Museum Photographic Archive （页面存档备份，存于）
  - Bayswater station, 1868
  - Bayswater station, 1934